# Бидеген, Тома
Тома Бидеген (фр. Thomas Bidegain) — французский киносценарист, актёр, режиссёр и продюсер.

## Биография
Тома Бидеген известен своим сотрудничеством с режиссёром Жаком Одиаром. В 2010 году он получил премию «Сезар» за «лучший оригинальный сценарий» ленты «Пророк» и в 2013 году за «лучшую адаптацию» для фильма «Ржавчина и кость», оба фильма от Одиара. В 2015 году Тома Бидеген дебютировал как режиссёр фильма «Ковбои», премьера которого состоялась в программе «Двухнедельника режиссёров» на 68-м Каннском кинофестивале.

## Фильмография
Сценарист
| Год  | Фильм                      | Оригинальное название  | Режиссёр          |
| ---- | -------------------------- | ---------------------- | ----------------- |
| 2004 | Пей до дна                 | À boire                | Марион Верну      |
| 2009 | Пророк                     | Un prophète            | Жак Одиар         |
| 2012 | Ржавчина и кость           | De rouille et d’os     | Жак Одиар         |
| 2012 | После любви                | À perdre la raison     | Жоакин Лафосс     |
| 2014 | Сен-Лоран. Стиль — это я   | Saint Laurent          | Бертран Бонелло   |
| 2014 | Семейство Белье            | La Famille Bélier      | Эрик Лартиго      |
| 2015 | Сопротивление воздуха      | La résistance de l’air | Фред Гривуа       |
| 2015 | Ни на небесах, ни на земле | Ni le ciel ni la terre | Клеман Кожитор    |
| 2015 | Ковбои                     | Les cowboys            | Тома Бидеген      |
| 2015 | Дипан                      | Dheepan                | Жак Одиар         |
| 2015 | Белые рыцари               | Les chevaliers blancs  | Жоакин Лафосс     |
| 2016 | Танцовщица                 | La Danseuse            | Стефани ди Джусто |

## Награды
| Год                                       | Категория                               | Номинант                                                                 | Результат |
| ----------------------------------------- | --------------------------------------- | ------------------------------------------------------------------------ | --------- |
| Премия Европейской киноакадемии           |                                         |                                                                          |           |
| 2009                                      | Лучший сценарист                        | Пророк                                                                   | Номинация |
| Премия «Сезар»                            |                                         |                                                                          |           |
| 2010                                      | Лучший сценарий                         | Пророк (вместе с Жаком Одіаром, Абделем Рауф Дафрі, Ніколя Пефаї)        | Победа    |
| 2013                                      | Лучший адаптированный сценарий          | Ржавчина и кость (вместе с Жаком Одиаром)                                | Победа    |
| 2015                                      | Лучший сценарий                         | Семейство Белье (вместе с Викторией Бедос, Станисласом Карре де Мальбер) | Номинация |
| Золотая звезда кино                       |                                         |                                                                          |           |
| 2010                                      | Лучший сценарий                         | Пророк (вместе с Жаком Одиаром, Абделем Рауф Дафри, Ніколя Пефаи)        | Победа    |
| 2013                                      | Лучший сценарий                         | Ржавчина и кость (вместе с Жаком Одиаром)                                | Победа    |
| Международный кинофестиваль в Стокгольме  |                                         |                                                                          |           |
| 2011                                      | Бронзовый конь за лучший сценарий       | И куда мы теперь?                                                        | Победа    |
| Международный кинофестиваль в Вальядолиде |                                         |                                                                          |           |
| 2012                                      | Лучший сценарий                         | Ржавчина и кость (вместе с Жаком Одиара и Крейгом Девидсоном)            | Победа    |
| Премия «Люмьер»                           |                                         |                                                                          |           |
| 2013                                      | Лучший сценарий                         | Ржавчина и кость (вместе с Жаком Одиаром)                                | Победа    |
| 2015                                      | Лучший сценарий                         | Сен-Лоран. Стиль — это я (с Бертраном Бонелло)                           | Номинация |
| Каннский международний кинофестиваль      |                                         |                                                                          |           |
| 2015                                      | Золотая камера за лучший дебютный фильм | Ковбои                                                                   | Номинация |
| Кинофестиваль в Довиле                    |                                         |                                                                          |           |
| 2015                                      | Приз Мишеля д’Орнано                    | Ковбои                                                                   | Победа    |